# 青太旅客専用線

青太旅客専用線

青太旅客専用線（せいたいりょかくせんようせん、中文表記: 青太客运专线、英文表記: Qingdao–Taiyuan Passenger Dedicated Line）は、中華人民共和国の山東省青島市と山西省太原市を結ぶ高速鉄道路線。

## 概要
中華人民共和国の「四縦四横」高速鉄道ネットワーク計画のうちの1本の横路線である。全長は約 770 kmである。時速200 km/h以上で運転され、青島・太原間を5時間以内で結ぶ。以下の路線から構成される。詳細は下記を参照されたい。
- 膠済旅客専用線（青島駅 - 済南西駅）
- 石済旅客専用線（済南西駅 - 石家荘駅）
- 石太旅客専用線（石家荘駅 - 太原駅）